# Kanjevina
Kanjevina (izvirno srbsko Кањевина) je naselje v Srbiji, ki upravno spada pod Občino Sjenica; slednja pa je del Zlatiborskega upravnega okraja.

## Demografija
V naselju živi 50 polnoletnih prebivalcev, pri čemer je njihova povprečna starost 38,9 let (39,3 pri moških in 38,5 pri ženskah). Naselje ima 17 gospodinjstev, pri čemer je povprečno število članov na gospodinjstvo 3,82.
Po podatkih popisa iz leta 2002 večino prebivalstva predstavljajo Bošnjaki.
|  |

| Demografija | Demografija     | Demografija     |
| Leto        | Št. prebivalcev | Št. prebivalcev |
| ----------- | --------------- | --------------- |
|             |                 |                 |
|             |                 |                 |
|             |                 |                 |
|             |                 |                 |
| 1948        | 199             |                 |
| 1953        | 186             |                 |
| 1961        | 184             |                 |
| 1971        | 217             |                 |
| 1981        | 134             |                 |
| 1991        | 86              | 86              |
| 2002        | 140             | 65              |
|             |                 |                 |

| Etnična sestava po popisu iz leta 2002 | Etnična sestava po popisu iz leta 2002 | Etnična sestava po popisu iz leta 2002 | Etnična sestava po popisu iz leta 2002 | Etnična sestava po popisu iz leta 2002 |
| -------------------------------------- | -------------------------------------- | -------------------------------------- | -------------------------------------- | -------------------------------------- |
| Bošnjaki                               | Bošnjaki                               |                                        | 62                                     | 95,38%                                 |
| Muslimani                              | Muslimani                              |                                        | 2                                      | 3,07%                                  |
| Neznano                                | Neznano                                |                                        | 1                                      | 1,53%                                  |